# Odessza-lakótelep
Az Odessza-lakótelep Szeged egyik városrésze Újszegeden.
A téglablokkos lakótelep 1960 és 1964 között épült. 1962-ben Szeged egyik testvérvárosáról, Odesszáról nevezték el. Az 1970-es években nagypaneles épületekkel bővítették. A Székely sor, a Temesvári körút, a vasúti töltés, az Alsó kikötő sor, valamint a Torontál tér határolja. 2496 lakásában hozzávetőlegesen 6200 ember él, a lakások közül 1209 (48,4%) tégla-, a többi panelépületben található.

## Külső hivatkozások
- Szeged  honlapja
- Szegedi séták – útikalauz képekkel Archiválva 2008. május 24-i dátummal a Wayback Machine-ben
- A régi Szeged képei